# 阿拉套柳
阿拉套柳（学名：Salix alatavica）为杨柳科柳属的植物。分布于中亚地区以及中国大陆的新疆等地，生长于海拔2,700米至2,800米的地区，见于高山，目前尚未由人工引种栽培。